# الطاقة في باراغواي
تأتي الكهرباء في باراغواي بالكامل تقريبًا من الطاقة الكهرومائية. ونظرًا لأن باراغواي بلد غير ساحلي وليس لديها احتياطيات كبيرة من الغاز الطبيعي، فغالبًا ما يحرق مواطنوها الحطب مما يساهم في إزالة الغابات.
تستورد الحكومة الوقود للاستخدام، وتحتكر شركة بترول باراجواي (Petropar) المملوكة للدولة جميع مبيعات وواردات النفط الخام والمنتجات البترولية في باراغواي. تدير مصفاة باراغواي الوحيدة، 7,500 برميل/ي (1,190 م3/ي) منشأة فيلا إليسا. 

## البترول
استهلكت باراجواي 28,000 برميل/ي (4,500 م3/ي) من البترول عام 2006. لا تنتج حاليا أي نفط خام. في فبراير 2006، أعلنت وزارة الأشغال العامة في باراغواي أنه تم اكتشاف النفط في منطقة تشاكو الغربية من قبل شركة النفط البريطانية CDS Energy Services، على الرغم من أن الشركة ذكرت أن الخزان كان ضيقًا للغاية بحيث لا يسهل إنتاج النفط بدون مساعدة.
تحتكر شركة شركة بترول باراجواي المملوكة للدولة كل مبيعات وواردات النفط الخام والمنتجات البترولية في باراغواي. وتدير مصفاة باراغواي الوحيدة، 7,500 برميل/ي (1,190 م3/ي) منشأة فيلا إليسا. 
مثل العديد من الدول المستوردة للنفط في نصف الكرة الغربي، حاولت باراغواي تعزيز تطوير صفقات خاصة لاستيراد النفط الخام والمنتجات المكررة من فنزويلا.
وقعت باراجواي مع أوروجواي صفقة في عام 2005 لشراء النفط الخام من فنزويلا بشروط تمويل تفضيلية. في ديسمبر 2005، وافقت ANCAP وشركة النفط الوطنية الفنزويلية PdVSA، شركتا النفط الوطنيتان في أوروغواي وفنزويلا على تمويل دراسة لمضاعفة الطاقة الإنتاجية المقترحة في مصنع لا تيجا. هذا المشروع الذي سيكلف ما يقدر بنحو 800 مليون دولار، سيحدث أيضًا المرافق في المصفاة حتى تتمكن من التعامل مع أصناف الخام الفنزويلي الثقيلة. 

## الغاز الطبيعي
لا يوجد لدى باراغواي احتياطيات مؤكدة من الغاز الطبيعي، ولا تنتج الغاز الطبيعي ولا تستهلكه. وقد سعت الدولة في السنوات الأخيرة إلى تعزيز استهلاك الغاز الطبيعي كوسيلة لتقليل استخدام الحطب والفحم النباتي، مما ساهم في إزالة الغابات في البلاد. ومع ذلك، فإن العوائق التي تحول دون استهلاك الغاز الطبيعي تشمل نقص إنتاج الغاز الطبيعي المحلي وغياب خطوط أنابيب الاستيراد. 
اجتذبت باراغواي بعض الاهتمام من شركات الغاز الطبيعي الدولية ، حيث أعلنت CDS Oil & Gas ومقرها المملكة المتحدة في أوائل عام 2004 أنها أكملت بنجاح اختبار الإنتاج في بئر الاستقلال 1 في الجزء الشمالي الغربي من البلاد.
اتبعت باراغواي العديد من خيارات استيراد الغاز الطبيعي. في عام 2001، اقترحت البرازيل مشروع تكامل الغاز (Gasin)، وهو خط أنابيب للغاز الطبيعي يربط بوليفيا والأرجنتين وباراغواي والبرازيل. لم يتم إحراز تقدم كبير حتى الآن في تنفيذ هذا الاقتراح. وفي عام 2002، وقعت حكومتا بوليفيا وباراغواي اتفاقية أولية تسمح ببناء خط أنابيب من جنوب بوليفيا إلى أسونسيون. وفي يونيو 2006، وافقت الحكومتان على خطة للمضي قدمًا في خط الأنابيب، الذي سيكون له قدرة أولية تبلغ 700 مليون قدم مكعب لكل يوم (20,000,000 م3/ي) وتتطلب استثمار لا يقل عن 2 مليار دولار. 

## الكهرباء
أنتجت باراغواي 51.8 تيراواط ساعة من الكهرباء في عام 2004، بينما استهلكت 3.1 تيراواط فقط في الساعة. يأتي كل إنتاج الكهرباء في البلاد تقريبًا من منشأة واحدة وهي سد إيتايبو الثنائي القومية. تعد باراغواي من أكبر الدول المصدرة للطاقة الكهربائية في العالم. 

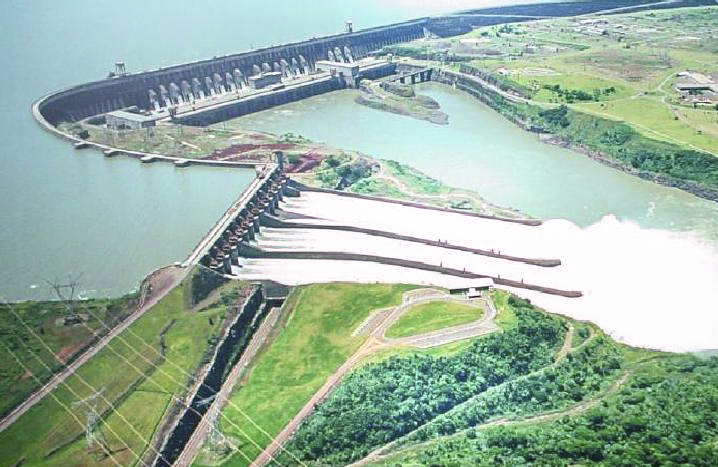
سد إيتايبو

تتحكم المرافق المملوكة للدولة في باراغواي (ANDE)، في سوق الكهرباء بأكمله في البلاد، بما في ذلك التوليد والتوزيع والنقل. تقوم بتشغيل سد واحد لتوليد الطاقة الكهرومائية، أكاراي، وست محطات طاقة حرارية، بطاقة إجمالية تبلغ 220 ميغاواط. والشركة مسؤولة أيضًا عن حصة باراغواي في منشأتين لتوليد الطاقة الكهرومائية ثنائية القومية (انظر أدناه).تعمل (ANDE) 3,400 كيلومتر (2,100 ميل) من خطوط النقل و1,080 كـم (670 ميل) من خطوط التوزيع. أكثر من 92 في المائة من البلاد لديها خدمة كهرباء. 
تدير باراغواي سدين لتوليد الطاقة الكهرومائية بالتعاون مع جيرانها: إيتايبو (البرازيل) وياسيريتا (الأرجنتين). كان سد إيتايبو أكبر منشأة لتوليد الطاقة الكهرومائية في العالم، قبل الانتهاء من سد الممرات الثلاثة في الصين. تمتلك إيتايبو 18 مولداً وقدرة إجمالية مركبة تبلغ 14000 ميغاواط ، يتم تقاسمها بالتساوي بين باراغواي والبرازيل. في عام 2004، استهلكت باراغواي 16 في المائة من حصتها من إنتاج إيتايبو، وصدرت الباقي إلى البرازيل. ياسيريتا، التي اكتملت في عام 199، لديها 20 مولداً وقدرة إجمالية مركبة تبلغ 3100 ميجاوات.
في عام 2014، استهلكت باراغواي ما يقرب من 5 في المائة من حصتها من إنتاج ياسيريتا، وصدرت الباقي إلى الأرجنتين.

### قائمة محطات الطاقة
| محطة       | موقع | السعة ( ميغاواط ) |
| ---------- | ---- | ----------------- |
| سد إيتايبو |      | 14000             |
| سد ياسريتا |      | 3100              |
| سد أكاراي  |      | 210               |
| سد يجوازو  |      | 300               |

## أنظر أيضا
- صناعة المعادن في باراغواي